# Raputia megalantha
Raputia megalantha là một loài thực vật có hoa trong họ Cửu lý hương. Loài này được Kallunki miêu tả khoa học đầu tiên năm 1994.